# Toradar

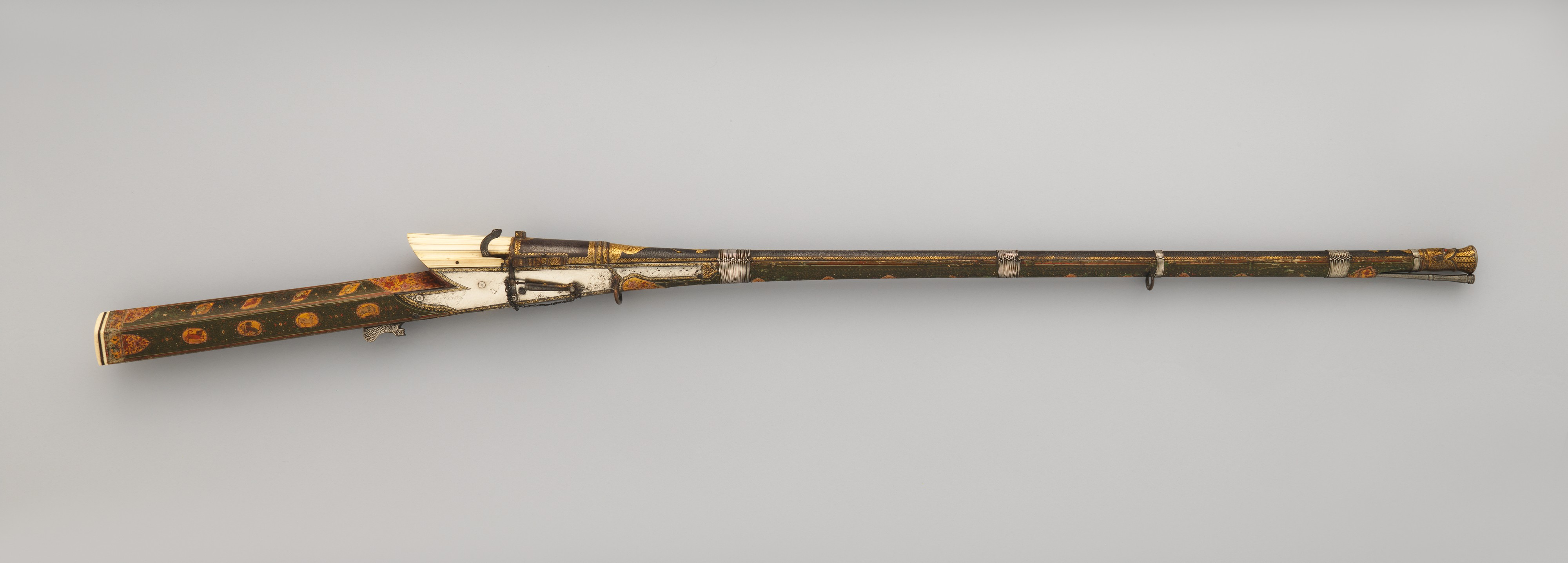
Toradar provavelmente utilizado em caças. A decoração mostra animais como búfalos, panteras e outros.

O toradar é um mosquete indiano datado do século XVI. Até meados do século XIX, era uma das armas de fogo mais comuns da Índia, por conta do design simples e do preço médio.

## História
Quando os portugueses chegaram à Índia em 1498, trouxeram consigo armas de fogo, entre elas o mosquete a fósforo. Devido à existência abundante de armadores experientes na Índia, muitos artesãos nativos começaram a copiar armas e a adaptá-las às suas necessidades. A maioria desses artesão começaram a aplicar um estilo de decoração que normalmente seria aplicado à arma tradicional. Posteriormente, um estilo local distinto evoluiu com a utilização de fósforo e o toradar foi inventado no subcontinente indiano.
O mosquete toradar permaneceu como um das armas de fogo preferidas até meados do ano de 1830. Devido à facilidade de obtenção do fósforo, além do preço irrisório, o componente era mais popular do que as rocas de fiar e pederneiras. Às vezes, era utilizado como arma de caça.

## Forma

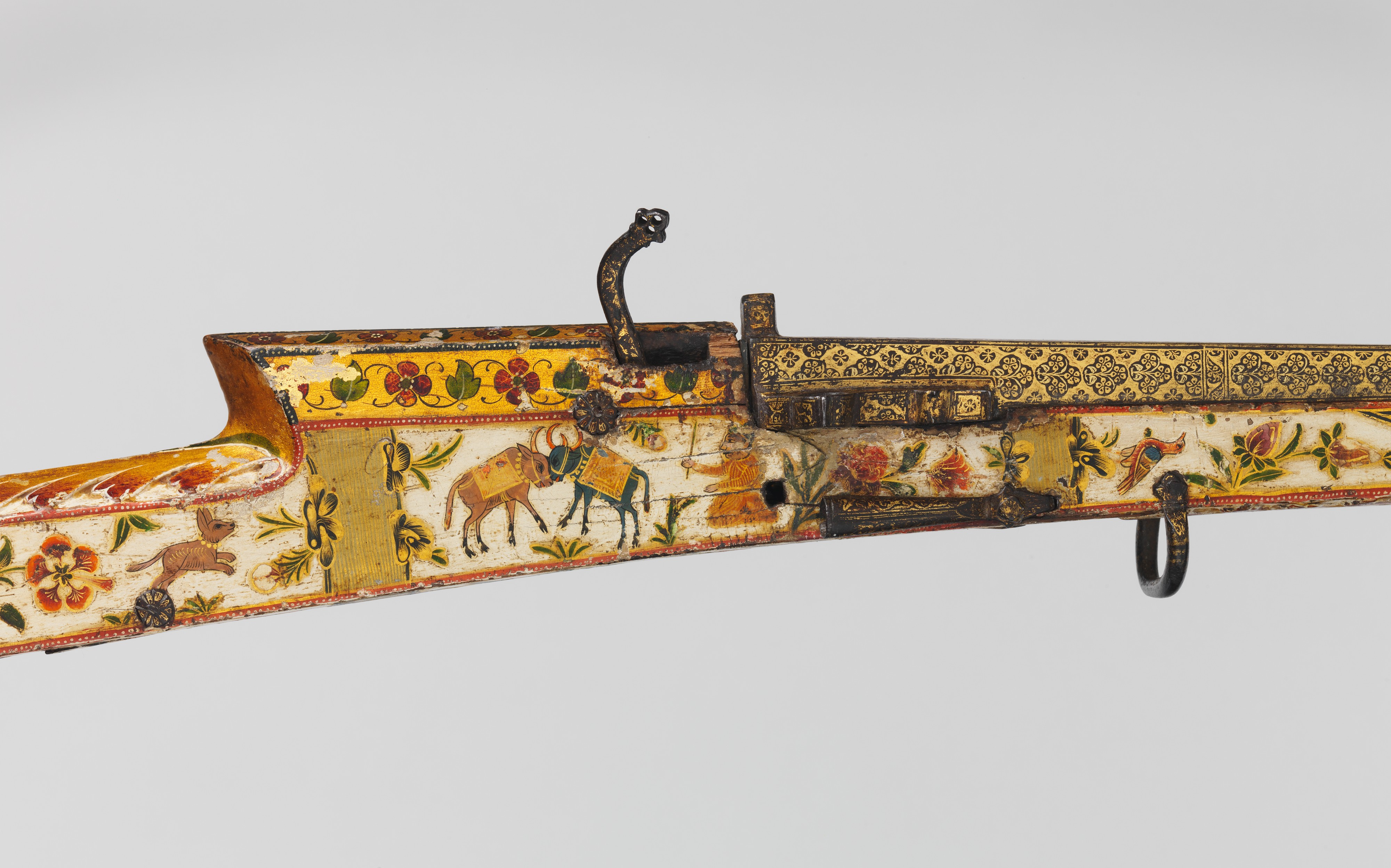
Toradar do Rajastão com decoração floral.

O toradar é basicamente um mosquete indiano. Encontrados principalmente na Índia do Norte, Índia Central e influenciados pelo Império Mongol, existem dois tipos de toradar; um fino, com cerca de 91 centímetros a 180 centímetros de comprimento, pentagonal e leve; o outro, entre 150 centímetros e 180 centímetros, com formação curva em forma de diamante e mais ampliado na culatra. Ambos têm o mesmo fecho de segurança, coberto com uma tampa que balança em um pino. As placas laterais de ferro, capazes de reforçar o objeto, estendem-se por distâncias específicas em cada lado.
O cano é preso à coronha por uma fita de arame ou tiras de couro. A visão traseira tem formato de ogiva ou um V aberto, enquanto o outro formato tem uma visão traseira expandida. A vista frontal muitas vezes era moldada em formas figurativas, como o nariz de um homem ou a cabeça de um tigre. Em comparação com os emparelhamentos bélicos da Europa, a coronha do toradar tem forma simples. Além disso, a coronha é pequena demais para ser colocado contra o ombro, enquanto o toradar indiano é mantido na parte inferior do braço. Quando era utilizado no meio esportivo, o toradar continha imagens de caça, pássaros, paisagens e outros adereços.

## Decoração artística
A decoração do toradar reflete a cultura local de onde a arma é utilizada. Para o toradar, os artesão produziram uma arte ornamentada com osso de marfim e incrustações de metais preciosos no cano e na coronha. Como exemplo, o Shah Jahan, imperador mongol do século XVII, foi representado em um toradar segurando um mosquete com decoração floral.